# Баранці (Вілейський район)
Баранці (біл. вёска Баранцы) — село в складі Вілейського району Мінської області, Білорусь. Село підпорядковане Осиповицькій сільській раді, розташоване в північній частині області.